# Xanthodaphne heterogramma
Xanthodaphne heterogramma is een slakkensoort uit de familie van de Raphitomidae. De wetenschappelijke naam van de soort is voor het eerst geldig gepubliceerd in 1960 door Odhner.